# A Tragédia da Rua das Flores
A Tragédia da Rua das Flores ist ein Roman des portugiesischen Dichters Eça de Queirós. Er entstand in den Jahren 1877/1878 in Newcastle. Das Manuskript blieb hundert Jahre in den Händen der Familie und wurde erst im Jahr 1980 veröffentlicht. Er thematisiert eine inzestuöse Liebesgeschichte zwischen einer Mutter und ihrem Sohn.

## Inhalt
Der Roman ist 50 Jahre vor seiner Entstehung in Portugal angesiedelt. Die junge Joaquina da Ega lebt mit ihrem Gatten Pedro da Ega in Lissabon. Zwei Monate nach der Geburt ihres Sohnes verlässt sie Mann und Kind, um mit einem anderen Mann nach Spanien zu folgen. Dort führt sie das Leben einer Kurtisane. Später lebt sie mit dem alten Senator Molineux in Paris. Nach dem Ende des Bonapartismus und dem Tod des Senators kehrt sie nach Lissabon zurück, lässt sich unter dem Namen Genoveva de Molineux, den sie in Frankreich angenommen hatte, in der Rua das Flores nieder und beginnt eine Beziehung mit Dâmaso de Mavião, dem reichen Sohn eines Geldleihers. Nicht lange, und sie verliebt sich in den 23-jährigen Vítor. Vítor ist ein junger Anwalt, der bei seinem Onkel Timóteo, einem alten Richter lebt. Anstatt für die Rechte interessiert er sich mehr für die Bücher von Musset, Lord Byron und Tennyson. An ihrem 40. Geburtstag wirft Genoveva ihren Freund Dâmaso aus dem Haus, um mit Vítor nach Paris zu gehen. Dessen Onkel Timóteo versucht das zu verhindern und klärt sie darüber auf, dass Vítor ihr Sohn ist. Als sie aus dem Fenster Vítor kommen sieht, stürzt sie sich vom Balkon und stirbt. Ihr Sohn erfährt niemals den Hintergrund ihres Todes.

## Adaption
Der Roman wurde 1981 unter der Regie von Ferrão Katzenstein für das portugiesische Fernsehen in einer Serie adaptiert.

## Ausgaben
- A Tragédia da Rua das Flores. Porto 1982.